# Stelis weberbaueri
Stelis weberbaueri är en orkidéart som beskrevs av Rudolf Schlechter. Stelis weberbaueri ingår i släktet Stelis och familjen orkidéer. Inga underarter finns listade i Catalogue of Life.